# Deutsche Goalballmeisterschaft 2003
Die deutsche Goalballmeisterschaft 2003 war die 13. Austragung zur Ermittlung des deutschen Meisters im Goalball. Sie wurde in einer Kombination aus einer Vorrunde im Round-Robin-System und einer Endrunde im K.-o.-System vom 17. bis zum 18. Mai 2003 in Potsdam ausgetragen. Im Endspiel besiegte der SC Potsdam den BSV München mit 4:2 Toren und wurde somit zum zweiten Mal deutscher Goalballmeister.

## Teilnehmende Mannschaften
| Stadt               | Mannschaft                            |
| Bonn                | BSSV Bonn                             |
| Bremen              | SfB Bremen                            |
| Königs Wusterhausen | SSV Blindenschule Königs Wusterhausen |
| Marburg             | SSG Blindenstudienanstalt Marburg     |
| München             | BSV München                           |
| Nürnberg            | VSV Nürnberg                          |
| Potsdam             | SC Potsdam                            |

## Endrunde

### Halbfinale
| Datum      |             | Ergebnis | !Austragungsort        |
| ---------- | ----------- | -------- | ---------------------- |
| 18.05.2003 | BSV München | 10:00    | BSSV Bonn \|\|Potsdam  |
| 18.05.2003 | SC Potsdam  | 8:3      | SfB Bremen \|\|Potsdam |

### Spiel um den dritten Platz
| Datum      |           | Ergebnis | !Austragungsort        |
| ---------- | --------- | -------- | ---------------------- |
| 18.05.2003 | BSSV Bonn | 1:3      | SfB Bremen \|\|Potsdam |

### Finale
| Datum      |             | Ergebnis | !Austragungsort        |
| ---------- | ----------- | -------- | ---------------------- |
| 18.05.2003 | BSV München | 2:4      | SC Potsdam \|\|Potsdam |

## Abschlussplatzierung
| Platz | Mannschaft                            |
| 1.    | SC Potsdam                            |
| 2.    | BSV München                           |
| 3.    | SfB Bremen                            |
| 4.    | BSSV Bonn                             |
| 5.    | SSG Blindenstudienanstalt Marburg     |
| 6.    | SSV Blindenschule Königs Wusterhausen |
| 7.    | VSV Nürnberg                          |